# Aflenz Land

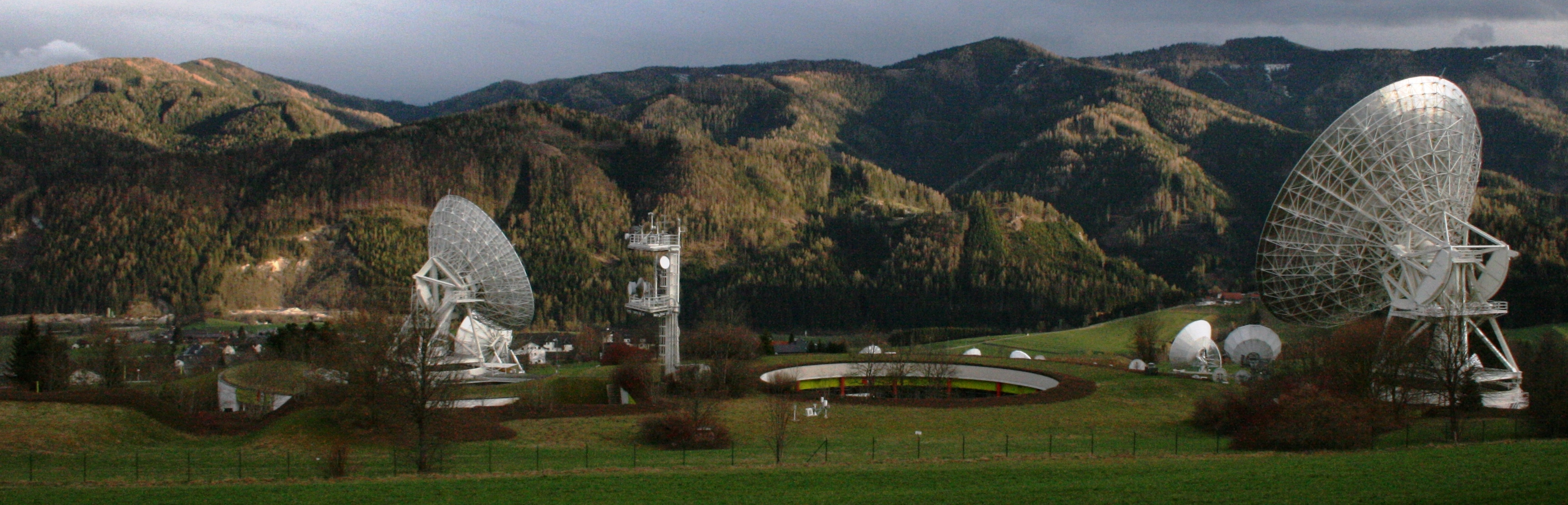
Markstation i Aflenz Land.

Aflenz Land var en kommun i distriktet Bruck-Mürzzuschlag i förbundslandet Steiermark i Österrike. Den blev den 1 januari 2015 en del av den nybildade kommunen Aflenz.
Kommunen bestod av fem orter (Ortschaften) (inom parentes invånarantal 1 januari 2024):
- Döllach (100)
- Dörflach (192)
- Graßnitz (450)
- Jauring (506)
- Tutschach (147)